# Игнат Попов
Игнат Попов е кмет на град Фердинанд в периодите (1890–1893), (1893–1894), (1904–1905), (1905–1908) и (1926–1929 г.). По време на неговия първи мандат на 15 ноември 1891 г. Народното събрание преобразува Големо-Кутловската селска община във Фердинандска градска община, а на 2 декември същата година с княжески указ № 626 нейният административен център село Голема Кутловица е преименуван в град Фердинанд (дн. Монтана).

## Биография
Роден е през 1862 г. в село Горна Лука и произхожда от голямата Ганчина фамилия, чийто основател Ганчо Боцов е преселник от Сърбия. Завършва педагогически курс в Ломската гимназия и учителства няколко години в селата Горна Лука, Митровци и Превала. В Митровци е осиновен от неговия родственик поп Иван Гмитровски. Около 1886 г. цялото семейство се преселва в Голема Кутловица, където свещеник Иван, известен с името Йосиф Попгеоргиев служи в местната църква, а след смъртта си е погребан в нейния двор. Тук Игнат Попов започва своята обществена и политическа дейност, привърженик е на Народнолибералната партия на Стефан Стамболов. Занимава се със земеделие и търговия, притежава воденица, чифлик в местността Парта и други недвижими имоти. Избиран е за общински съветник, училищен и църковен настоятел, член на Популярната банка и други.
От 1895 година взима активно участие в дейността на Фердинандското македоно-одринско дружество.
Според негови съвременници е бил образец на истинска добродетел, обичан и почитан от всички граждани.
Игнат Попов умира на 75-годишна възраст на 22 август 1937 г. С решение на Общинския съвет на града от 7 ноември 2002 г. е именувана улица на негово име в района на Парта-2, а на 1 декември 2016 г. е открит негов барелеф до сградата на община Монтана, скулптор е Теодоси Антонов. Игнат Попов като кмет на Фердинандската градска община със своята дейност е принесъл големи заслуги за благосъстоянието на общината.

## Политическа дейност
В изборите на 6 май 1890 г. е избран за кмет на Големо-Кутловската селска община. По негова инициатива и предложение на Общинския съвет, на 15 ноември 1891 г. Шестото обикновено народно събрание взема решение за преобразуване на Кутловската селска община в градска под название Фердинанд. След това на 2 декември 1891 г. княз Фердинанд подписва Указ № 626, с който се утвърждава решението на Народното събрание за обявяване на селището за град.
 По време на първия кметски мандат започва изграждане на градските служби на общинското самоуправление, поставено е началото на градоустройствената дейност, общинското управление взема участие в Първото земеделско промишлено изложение в Пловдив през 1892 г. като представя „брош с корени“.

По време на втория му непълен мандат (1893–1894 г.) усилията са насочени към изработване на нов градоустройствен план на града, открита е Фердинандската третокласна болница през 1893 г. и е възобновена дейността на читалище „Разум“ – 1894 г.

Трети път е кмет на града през (1904–1905 г.), извършва се значителна градоустройствена и строителна дейност – пътища, основно училище и др.

През четвъртия му мандат (1905–1908 г.) е изработен нов регулационен план и започва неговото прилагане – отчуждаване на места и прокарване на улици, построени са сгради за прогимназията и за околийската болница, закупена е сграда за общинското управление от адвоката Иван Стоянов (Дормидолски).

През последния си пети мандат (1926–1929 г.) се заема със значителни начинания в стопанския и обществения живот на града – през 1926 г. е открит ежегодният панаир, а през 1928 г. е извършена електрификация на града.